# Ubraye
Ubraye é uma comuna francesa na região administrativa da Provença-Alpes-Costa Azul, no departamento dos Alpes da Alta Provença. Estende-se por uma área de 35,65 km². Em 2010 a comuna tinha 97 habitantes (densidade: 2,7 hab./km²).